# Dyskografia Hurricane’a Chrisa
Dyskografia amerykańskiego rapera o pseudonimie artystycznym Hurricane Chris zawiera albumy solowe, niezależne i mixtape’y, oraz single solowe i gościnne, poza tym tabele z występami gościnnymi i teledyskami.

## Albumy studyjne
| 51/50 Ratchet                           | - Data wydania: 23 października 2007 - Wydawca: Polo Grounds, J - Format: CD, digital download | 24         | 4          | 2          |            |            |
| Unleashed                               | - Data wydania: 21 grudnia 2009 - Wydawca: Polo Grounds, J - Format: CD, digital download      | –          | 46         | 20         |            |            |
| Return Of The Hurricane                 | - Data wydania: 2012 - Wydawca: 51/50 Entertainemnt, FyreHouse - Format: CD, digital download  | do wydania | do wydania | do wydania | do wydania | do wydania |
| "–" oznacza, że album nie był notowany. |                                                                                                |            |            |            |            |            |

## Albumy niezależne
| Tytuł        | Informacje dot. albumu                                                                  |
| ------------ | --------------------------------------------------------------------------------------- |
| You Hear Me? | - Data wydania: 2 października 2007 - Wydawca: Rap-A-Lot - Format: CD, digital download |

## Mixtape’y
| Tytuł                                          | Informacje dot. albumu           |
| ---------------------------------------------- | -------------------------------- |
| Louisi-Animal                                  | - Data wydania: 16 sierpnia 2007 |
| Category 7: A Bad Azz Hurricane (z Lil Boosie) | - Data wydania: 8 lipca 2009     |
| Louisianimal, Pt. 2                            | - Data wydania: 1 maja 2010      |
| Louisianimal 3                                 | - Data wydania: 3 września 2010  |
| Category 5                                     | - Data wydania: 28 grudnia 2010  |
| Caniac                                         | - Data wydania: 2012             |

## Single

### Solowe
| Tytuł                                                                          | Rok  | Najwyższa pozycja | Najwyższa pozycja | Najwyższa pozycja | Najwyższa pozycja | Certyfikacje    | Album         |
| Tytuł                                                                          | Rok  | US                | US R&B            | US Rap            | NZ                | Certyfikacje    | Album         |
| ------------------------------------------------------------------------------ | ---- | ----------------- | ----------------- | ----------------- | ----------------- | --------------- | ------------- |
| "A Bay Bay"                                                                    | 2007 | 7                 | 11                | 3                 | 3                 | - RIAA: platyna | 51/50 Ratchet |
| "The Hand Clap" (featuring Big Poppa)                                          | 2007 | 72                | 45                | 18                | –                 |                 | 51/50 Ratchet |
| "Playas Rock" (featuring Boxie)                                                | 2007 | –                 | 47                | –                 | –                 |                 | 51/50 Ratchet |
| "Halle Berry (She’s Fine)" (featuring SuperSTARR)                              | 2009 | 52                | 7                 | 7                 | –                 |                 | Unleashed     |
| "Headboard" (featuring Mario & Plies)                                          | 2009 | –                 | 63                | –                 | –                 |                 | Unleashed     |
| "Bend It Over"                                                                 | 2012 | –                 | –                 | –                 | –                 |                 | Caniac        |
| "–" oznacza, że singel nie był notowany, bądź nie został wydany w danym kraju. |      |                   |                   |                   |                   |                 |               |

### Gościnnie
| Tytuł                                                                 | Rok  | Najwyższa pozycja | Najwyższa pozycja | Najwyższa pozycja | Album       |
| Tytuł                                                                 | Rok  | US                | US R&B            | US Rap            | Album       |
| --------------------------------------------------------------------- | ---- | ----------------- | ----------------- | ----------------- | ----------- |
| "Drop & Gimme 50" (Mike Jones featuring Hurricane Chris)              | 2007 | –                 | 44                | 18                | The Voice   |
| "Jigga Juice" (Lil Josh & Ernest featuring Diamond & Hurricane Chris) | 2009 | –                 | 110               | –                 | Young Money |
| "–" oznacza, że singel nie był notowany.                              |      |                   |                   |                   |             |

## Występy gościnne
| Tytuł                     | Rok  | Wykonawcy                                 | Album                          |
| ------------------------- | ---- | ----------------------------------------- | ------------------------------ |
| "Dat Gurl Right Dere"     | 2007 | Young Steff                               | –                              |
| "Drop & Gimme 50"         | 2007 | Mike Jones                                | The Voice                      |
| "Cyclone" (Remix)         | 2007 | Baby Bash, T-Pain, Gorilla Zoe            | —                              |
| "Fly As Fuck" (Remix)     | 2008 | Big Unk, Lil Boosie                       | Tolerated But Hated            |
| "Picture Perfect" (Remix) | 2008 | Chris Brown, Bow Wow                      | Exclusive: The Forever Edition |
| "We Ridin' (Batman)"      | 2008 | V.I.C.                                    | Beast                          |
| "Gutta Bitch" (Remix)     | 2008 | Trai'D, DJ Khaled, Trina, Ace Hood, Bun B | Trai'dmark                     |
| "Jigga Juice"             | 2009 | Lil Josh & Ernest, Diamond                | Young Money                    |
| "Go Get the Money"        | 2009 | Play-N-Skillz, Talib Kweli                | Recession Proof                |
| "Trouble" (Remix)         | 2009 | Ginuwine, Gucci Mane, OJ da Juiceman      | —                              |
| "G-Shit"                  | 2010 | Trae                                      | —                              |
| "Fuckin' Right"           | 2010 | Killa Kyleon                              | Natural Born Killla            |
| "Real Gangstas"           | 2010 | Game, Bizzy Bone                          | The Red Room                   |
| "Ciroc (She Wanna Drink)" | 2012 | John Boy                                  | GEEsH                          |
| "Astronaut"               | 2012 | John Boy, Kayleb                          | GEEsH                          |

## Teledyski
| Tytuł                           | Rok  | Reżyseria                  |
| ------------------------------- | ---- | -------------------------- |
| "A Bay Bay"                     | 2007 | Bernard Gourley, Bobby Yan |
| "A Bay Bay" (The Ratchet Remix) | 2007 | UP                         |
| "The Hand Clap"                 | 2007 | N/A                        |
| "Playas Rock"                   | 2007 | UP                         |
| "Halle Berry (She’s Fine)"      | 2009 | Christian Strickland       |
| "Headboard"                     | 2009 | David Rousseau             |